# باسيل روبنسون
باسيل روبنسون (3 مارس 1919 في المملكة المتحدة - 21 ديسمبر 2012 في كندا) هو لاعب كريكت كندي. شارك مع منتخب كندا الوطني للكريكت. أما مع النوادي، فقد لعب مع نادي الكريكت في جامعة أكسفورد ‏.